# 622398 Fraser
622398 Fraser è un asteroide della fascia principale. Scoperto nel 2013, presenta un'orbita caratterizzata da un semiasse maggiore pari a 2,2962296 au e da un'eccentricità di 0,2365832, inclinata di 8,96501° rispetto all'eclittica.